# Renault K

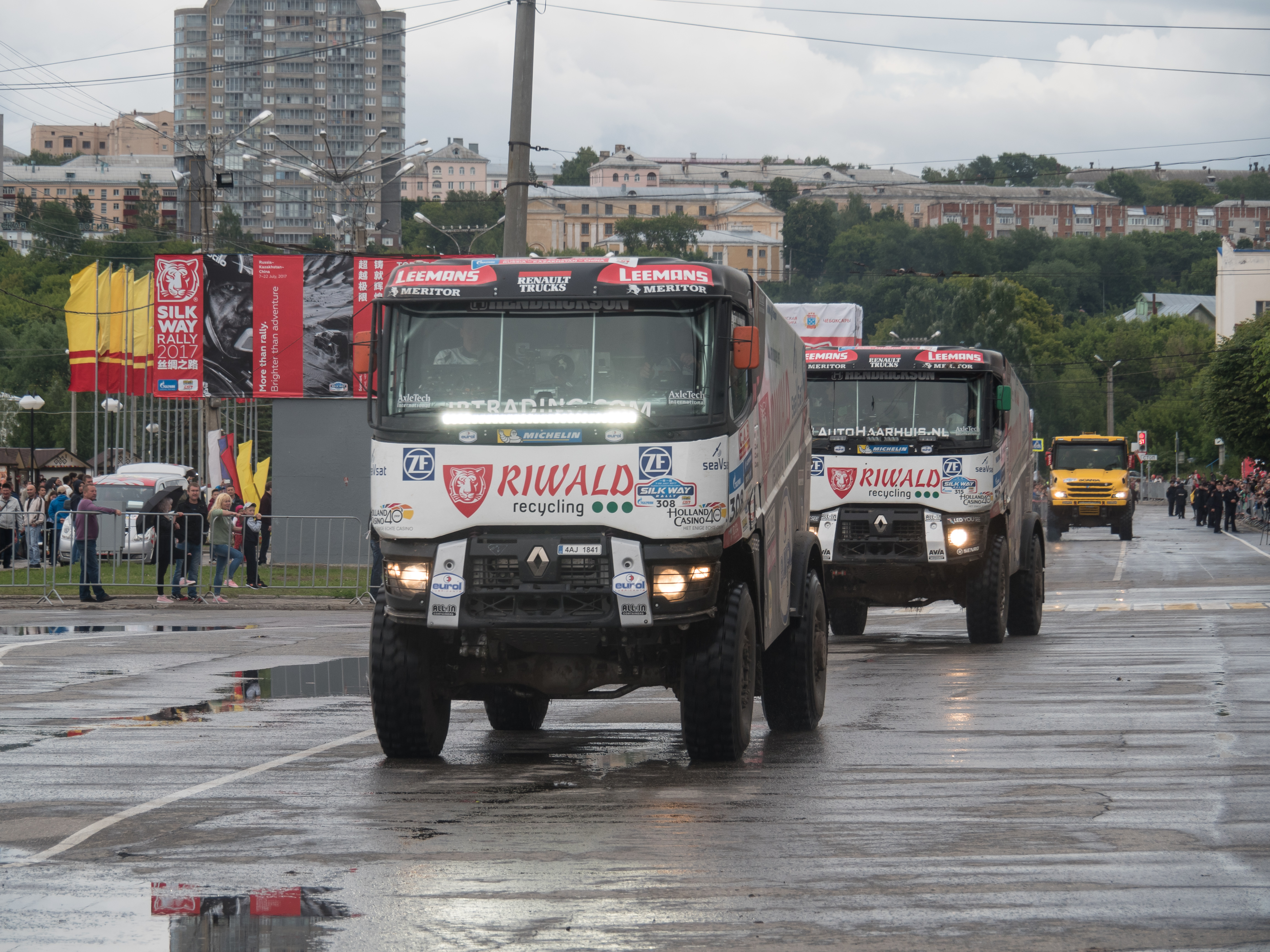
Renault K на ралли «Шёлковый путь 2017»

Renault K — крупнотоннажный грузовой автомобиль, производящийся французской компанией Renault Trucks с 2013 года. Пришёл на смену семейству Renault Kerax.

## Отличия от преемника
В отличие от Renault Kerax, у Renault K 2 варианта кабин: Day Cab — дневная, короткая и Night & Day Cab — удлинённая версия дневной со спальной полкой и стандартной крышей. Каждая кабина получила боковую ступеньку, систему, позволяющую водителю проверять груз, а также прочные стальные бампера. Каждая модель отличается отличными техническими характеристиками и огромным дорожным просветом.

## Другая информация
Модель K оснащается стальным передним бампером, состоящим из 3-х частей с тяговым крюком, рассчитанным непосредственно на 25 тонн. К тому же, модель имеет защитные решётки на фарах, а сама оптика сделана из поликарбоната. Другие элементы шасси, склонные к повреждениям, защищены стальными элементами.

## Двигатели
| Двигатель | Количество и расположение цилиндров | Объём  | Мощность            | Крутящий момент | Нормы выбросов |
| --------- | ----------------------------------- | ------ | ------------------- | --------------- | -------------- |
| DTI 11    | Р6                                  | 10,8 л | 279 кВт (380 л. с.) | 1850 Н*м        | Евро-6         |
| DTI 11    | Р6                                  | 10,8 л | 316 кВт (430 л. с.) | 2040 Н*м        | Евро-6         |
| DTI 11    | Р6                                  | 10,8 л | 338 кВт (460 л. с.) | 2250 Н*м        | Евро-6         |
| DTI 13    | Р6                                  | 12,8 л | 324 кВт (440 л. с.) | 2250 Н*м        | Евро-6         |
| DTI 13    | Р6                                  | 12,8 л | 353 кВт (480 л. с.) | 2400 Н*м        | Евро-6         |
| DTI 13    | Р6                                  | 12,8 л | 382 кВт (520 л. с.) | 2550 Н*м        | Евро-6         |